# Каменка (Негорельский сельсовет)
Ка́менка (бел. Каменка) — деревня в составе Негорельского сельсовета Дзержинского района Минской области Белоруссии. Деревня расположена в 13 километрах от Дзержинска, 48 километрах от Минска и 4 километрах от железнодорожной станции Негорелое.

## История
Известна с конца XVII века в Минском повете Минского воеводства Великого княжества Литовского, владение Радзивиллов. После второго раздела Речи Посполитой в 1793 году, перешла в составе Российской империи. В 1800 году — 6 дворов, 30 жителей, владение Д. Радзвилла в составе фольварка Зубревичи, действовала мельница. В 1815 году принадлежала помещику Эмерику Чапскому, в середине XIX века — И. Абломовичу, владельцу имения Негорелое. В 1870 году в составе Негорельской сельской общины, 18 ревизионных душ. 
В конце XIX — начале XX века в Койдановской волости Минского уезда. В 1897 году — 12 дворов, 101 житель. В 1917 году — 21 двор, 147 жителей. С 9 марта 1918 года в составе провозглашённой Белорусской Народной Республики, однако фактически находилась под контролем германской военной администрации. С 1 января 1919 года в составе Советской Социалистической Республики Белоруссия, а с 27 февраля того же года в составе Литовско-Белорусской ССР, летом 1919 года деревня была занята польскими войсками, после подписания рижского мира — в составе Белорусской ССР. С 20 августа 1924 года — в составе Негорельского сельсовета (в 1932—36-х годах — национального польского) Койдановского (затем Дзержинского) района Минского округа. В 1937—1939 годах — в Минском районе. В 1926 году — 28 дворов, 133 жителя. В 30-е годы был организован колхоз.
В Великую Отечественную войну с 28 июля 1941 года по 7 июля 1944 года деревня была оккупирована немецко-фашистскими захватчиками, на фронте погибли 15 жителей деревни. В послевоенное время входила в колхоз «Красное Знамя». В 1991 году — 40 хозяйств и 87 жителей. По состоянию на 2009 год входит в состав филиала «Крион-Агро». 30 сентября 2009 года деревня передана из ликвидированного Негорельского поссовета в Негорельский сельсовет решением Минского областного Совета депутатов.

## Население
| Численность населения (по годам) | Численность населения (по годам) | Численность населения (по годам) | Численность населения (по годам) | Численность населения (по годам) | Численность населения (по годам) | Численность населения (по годам) |
| 1800                             | 1897                             | 1909                             | 1917                             | 1926                             | 1991                             | 1999                             |
| -------------------------------- | -------------------------------- | -------------------------------- | -------------------------------- | -------------------------------- | -------------------------------- | -------------------------------- |
| 30                               | ↗ 101                            | ↘ 100                            | ↗ 147                            | ↘ 133                            | ↘ 87                             | ↘ 78                             |
| 2004                             | 2010                             | 2017                             | 2018                             | 2020                             | 2022                             | 2025                             |
| ↘ 61                             | ↘ 56                             | ↘ 51                             | ↗ 52                             | ↘ 50                             | → 50                             | 14                               |

## Улицы
- Центральная улица (бел. Цэнтральная вуліца);
- Лесная улица (бел. Лясная вуліца);
- Новая улица (бел. Новая вуліца)